# Bahnstrecke Maison-Dieu–Laumes-Alésia
| Ehemaliges Bahnhofsgelände Pouillenay, 2017 |                      |                                                                              |                                                                              |
| Streckenprofil |                      |                                                                              |                                                                              |
| Streckennummer (SNCF): | 757 000              |                                                                              |                                                                              |
| Kursbuchstrecke (SNCF): | 76 (PLM) / (SNCF)    |                                                                              |                                                                              |
| Streckenlänge: | 44,8 km              |                                                                              |                                                                              |
| Spurweite: | 1435 mm (Normalspur) |                                                                              |                                                                              |
| Maximale Neigung: | 15 ‰                 |                                                                              |                                                                              |
| Streckengeschwindigkeit: | 20 km/h              |                                                                              |                                                                              |
| |                      |                                                                              |                                                                              |
| \| \| \| Bahnstrecke Cravant-Bazarnes–Dracy-Saint-Loup von Auxerre \| \| \| \| 237,4 \| Maison-Dieu \| 269 m \| \| \| 237,5 \| Bahnstrecke Cravant-Bazarnes–Dracy-Saint-Loup nach Autun \| Bahnstrecke Cravant-Bazarnes–Dracy-Saint-Loup nach Autun \| \| \| \| A 6 \| \| \| \| 243,5 \| Guillon \| 234 m \| \| \| 244,7 \| Serein (48 m); Grenze Département Yonne / Côte-d’Or \| Serein (48 m); Grenze Département Yonne / Côte-d’Or \| \| \| 246,4 \| LGV Sud-Est (Schnellfahrstrecke Paris–Marseille) \| LGV Sud-Est (Schnellfahrstrecke Paris–Marseille) \| \| \| \| D 954 (ehem. N 454) \| \| \| \| 249,2 \| Streckenende \| Streckenende \| \| \| 249,5 \| Époisses \| 273 m \| \| \| 254,1 \| Torcy-et-Pouligny \| 290 m \| \| \| \| \| \| \| \| ~259,9 \| Tacot de Saulieu Saulieu–Semur-Quinconces[2] (1895–1936)[3] und D 980 (ehem. N 80) \| Tacot de Saulieu Saulieu–Semur-Quinconces[2] (1895–1936)[3] und D 980 (ehem. N 80) \| \| \| \| \| \| \| \| ~1,1 \| Semur-Pertuisot \| Semur-Pertuisot \| \| \| \| Sicherungsposten (Beginn Dreischienengleis, 620 m) \| \| \| \| 261,6 \| Armançon (Viaduc de Semur, 170 m) \| Armançon (Viaduc de Semur, 170 m) \| \| \| \| (Ende Dreischienengleis) \| \| \| \| 262,3 0,0 \| Semur-en-Auxois \| 287 m \| \| \| 273,0 \| Marigny-le-Cahouët \| 310 m \| \| \| 274,1 \| Canal de Bourgogne (22 m) \| Canal de Bourgogne (22 m) \| \| \| \| Bahnstrecke Épinac–Pouillenay von Épinac \| \| \| \| 277,8 \| Pouillenay \| 255 m \| \| \| 278,7 \| Brenne (22 m) \| Brenne (22 m) \| \| \| \| D 905 (ehem. N 5) \| \| \| \| ~280,7 \| Ozerain () \| Ozerain () \| \| \| \| Bahnstrecke Paris–Marseille von Marseille über Dijon \| \| \| \| 282,2 256,8 \| Les Laumes-Alésia \| 239 m \| \| \| \| Bahnstrecke Paris–Marseille nach Paris-Lyon \| \| \| \| \| \| \| \| \| \| Streckenkilometer von Paris-Lyon über Laroche und Cravant \| \| |                      |                                                                              |                                                                              |
| |                      | Bahnstrecke Cravant-Bazarnes–Dracy-Saint-Loup von Auxerre                    |                                                                              |
| Bahnhof | 237,4                | Maison-Dieu                                                                  | 269 m                                                                        |
| Abzweig ehemals geradeaus und nach rechts | 237,5                | Bahnstrecke Cravant-Bazarnes–Dracy-Saint-Loup nach Autun                     | Bahnstrecke Cravant-Bazarnes–Dracy-Saint-Loup nach Autun                     |
| |                      | A 6                                                                          |                                                                              |
| Bahnhof (Strecke außer Betrieb) | 243,5                | Guillon                                                                      | 234 m                                                                        |
| Grenze auf Brücke über Wasserlauf (Strecke außer Betrieb) | 244,7                | Serein (48 m); Grenze Département Yonne / Côte-d’Or                          | Serein (48 m); Grenze Département Yonne / Côte-d’Or                          |
| | 246,4                | LGV Sud-Est (Schnellfahrstrecke Paris–Marseille)                             | LGV Sud-Est (Schnellfahrstrecke Paris–Marseille)                             |
| Bahnübergang (Strecke außer Betrieb) |                      | D 954 (ehem. N 454)                                                          | D 954 (ehem. N 454)                                                          |
| | 249,2                | Streckenende                                                                 | Streckenende                                                                 |
| Blockstelle | 249,5                | Époisses                                                                     | 273 m                                                                        |
| | 254,1                | Torcy-et-Pouligny                                                            | 290 m                                                                        |
| |                      |                                                                              |                                                                              |
| U-Bahn-Strecke quer · U-Bahn-Abzweig quer, von links und von rechts · Kreuzung geradeaus unten · U-Bahn-Strecke quer | ~259,9               | Tacot de Saulieu Saulieu–Semur-Quinconces (1895–1936) und D 980 (ehem. N 80) | Tacot de Saulieu Saulieu–Semur-Quinconces (1895–1936) und D 980 (ehem. N 80) |
| |                      |                                                                              |                                                                              |
| U-Bahn-Bahnhof | ~1,1                 | Semur-Pertuisot                                                              | Semur-Pertuisot                                                              |
| Strecke quer, nach links und Tunnelanfang |                      | Sicherungsposten (Beginn Dreischienengleis, 620 m)                           | Sicherungsposten (Beginn Dreischienengleis, 620 m)                           |
| Brücke über Wasserlauf | 261,6                | Armançon (Viaduc de Semur, 170 m)                                            | Armançon (Viaduc de Semur, 170 m)                                            |
| |                      | (Ende Dreischienengleis)                                                     |                                                                              |
| Dienststation / Betriebs- oder Güterbahnhof · U-Bahn-Kopfbahnhof Streckenende | 262,3 0,0            | Semur-en-Auxois                                                              | 287 m                                                                        |
| | 273,0                | Marigny-le-Cahouët                                                           | 310 m                                                                        |
| Brücke über Wasserlauf | 274,1                | Canal de Bourgogne (22 m)                                                    | Canal de Bourgogne (22 m)                                                    |
| Abzweig geradeaus und ehemals von rechts |                      | Bahnstrecke Épinac–Pouillenay von Épinac                                     | Bahnstrecke Épinac–Pouillenay von Épinac                                     |
| ehemaliger Bahnhof | 277,8                | Pouillenay                                                                   | 255 m                                                                        |
| Brücke über Wasserlauf | 278,7                | Brenne (22 m)                                                                | Brenne (22 m)                                                                |
| Bahnübergang |                      | D 905 (ehem. N 5)                                                            | D 905 (ehem. N 5)                                                            |
| Brücke über Wasserlauf | ~280,7               | Ozerain ()                                                                   | Ozerain ()                                                                   |
| Abzweig geradeaus und von rechts |                      | Bahnstrecke Paris–Marseille von Marseille über Dijon                         | Bahnstrecke Paris–Marseille von Marseille über Dijon                         |
| Bahnhof | 282,2 256,8          | Les Laumes-Alésia                                                            | 239 m                                                                        |
| |                      | Bahnstrecke Paris–Marseille nach Paris-Lyon                                  |                                                                              |
| |                      |                                                                              |                                                                              |
| |                      | Streckenkilometer von Paris-Lyon über Laroche und Cravant                    |                                                                              |

Die Bahnstrecke Maison-Dieu–Laumes-Alésia ist eine eingleisige, knapp 45 km lange Eisenbahnstrecke in Frankreich. Sie läuft überwiegend in West-Ost-Richtung und befindet sich in den beiden Départements Yonne und Côte-d’Or.

## Geschichte
Am 2. September 1863 wurde gleichzeitig die Konzession für diese Bahnstrecke und die Erklärung des öffentlichen Interesses, also auch die Beförderung von Personen erteilt. Im Mai des gleichen Jahres war ein entsprechender Antrag von der Compagnie des chemins de fer de Paris à Lyon et à la Méditerranée (PLM) an das Ministerium für Landwirtschaft, Handel und Öffentlicher Verkehr eingereicht worden. Diese Konzession betraf ein ganzes Bündel von Strecken zwischen Avallon und Dijon, die von der Bahngesellschaft tatsächlich alle in Angriff genommen wurden.
Schon am 19. Juni 1876 konnte die Strecke in voller Länge wie geplant zusammen mit der Bahnstrecke Cravant-Bazarnes–Dracy-Saint-Loup eröffnet werden. Das Streckenprofil war wenig anspruchsvoll und erforderte bis auf wenige Brücken keine weiteren Ingenieurbauwerke. Die Steigung lag bei moderaten 15 ‰. Bis zur Verstaatlichung der französischen Eisenbahnen 1938 und Übernahme durch die SNCF galt die Strecke als lukrativ. Für viele Jahre diente die Strecke als Hauptachse mit bedeutendem Personen- und Güterverkehr: Sie verband Avallon, Semur-en-Auxois und Pouillenay mit Dijon und darüber hinaus war sie eine wichtige Zulaufstrecke der PLM, die in den Anfangsjahren auch für diese Strecke verantwortlich war.

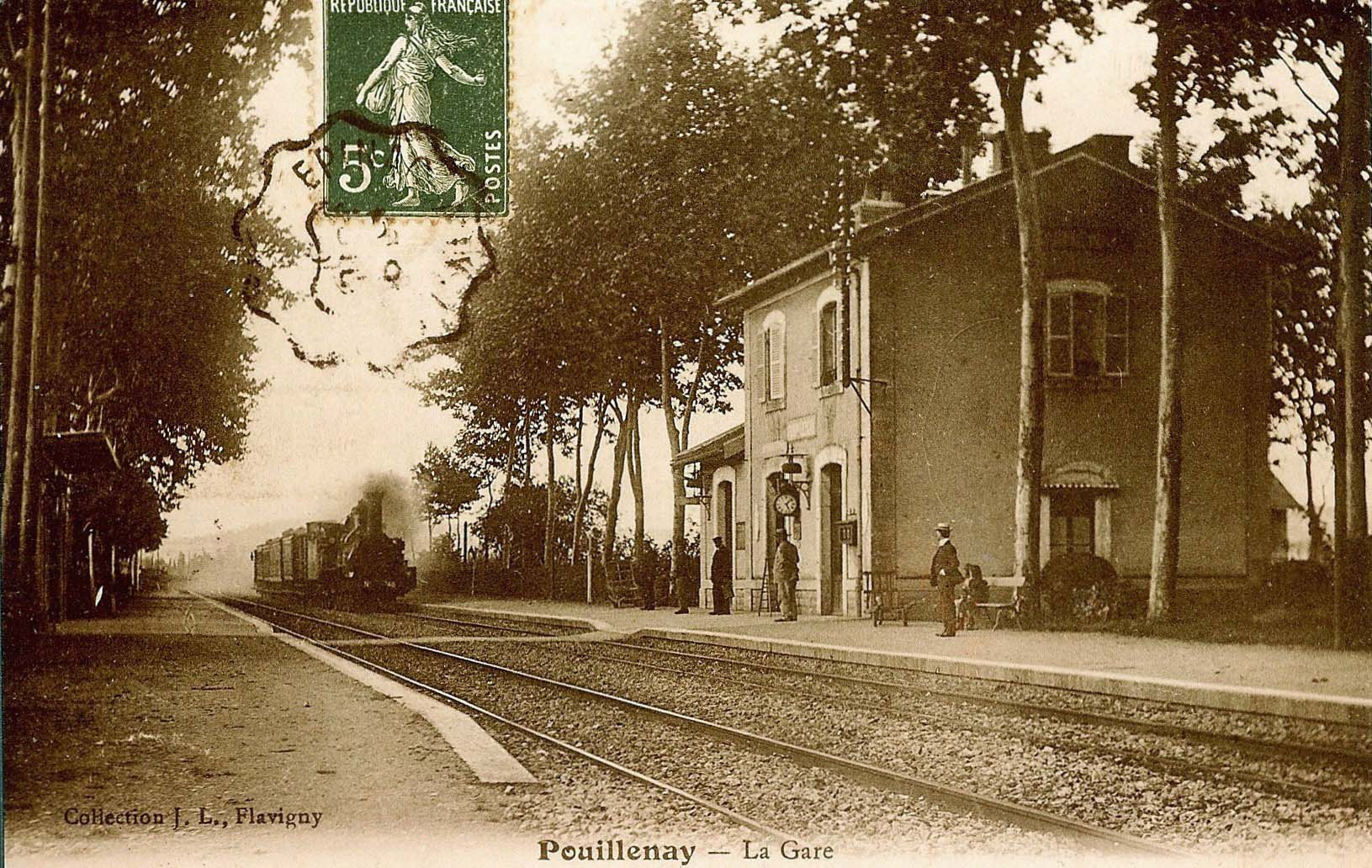
Bahnhof Pouillenay, Blickrichtung Les Laumes-Alésia, vor 1915.

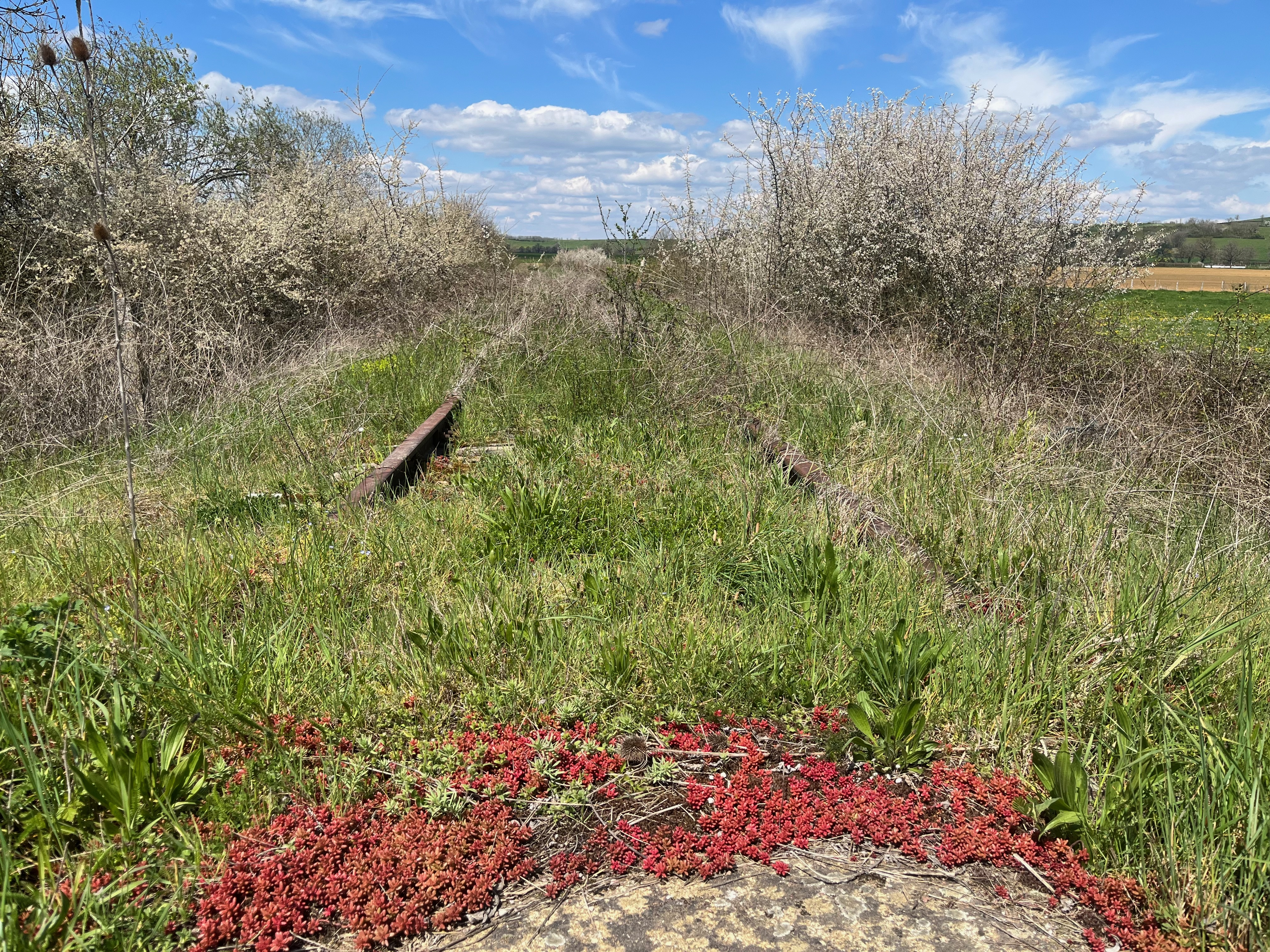
Zugewuchertes und durchgetrenntes Gleisstück in der Gemeinde Saint-Euphrône, 2023.

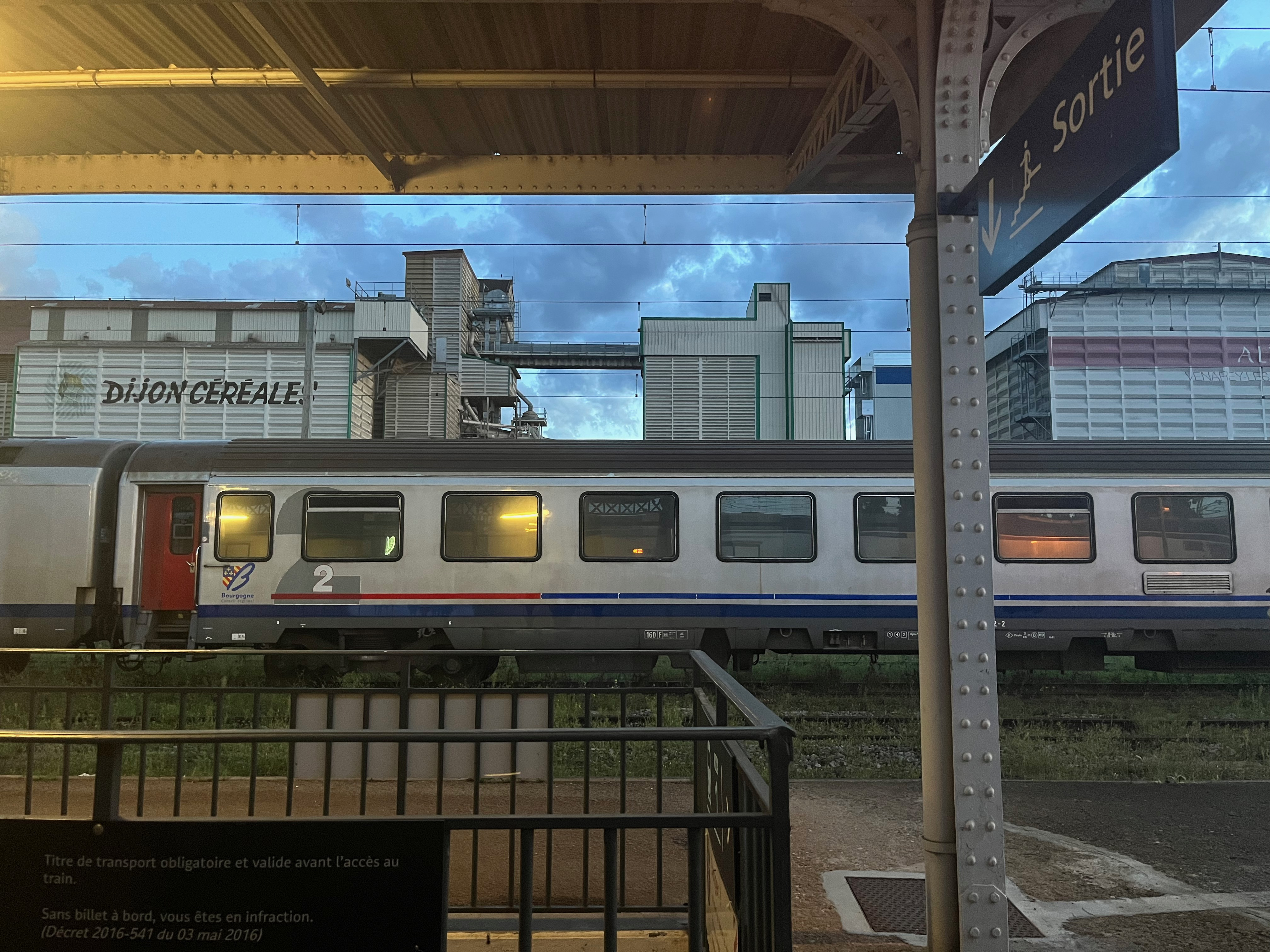
Kreuzungsbahnhof Les Laumes-Alésia an der Bahnstrecke Paris–Marseille, 2023.

Von der neuen Gesellschaft wurde sie am 6. Februar 1939 für den Reiseverkehr geschlossen, während des Zweiten Weltkriegs im Frühjahr 1942 aber wieder geöffnet. Die endgültige Schließung erfolgte am 4. Oktober 1953. Am 1. Dezember 1966 folgte der 6 km kurze, westliche Abschnitt Maison-Dieu–Guillon. Schon ein viertel Jahr später am 14. März 1967 folgte die Entwidmung dieses Streckenabschnitts. Hinzu kam die unterschiedliche Verantwortlichkeit in den beiden Départements, sodass der östliche Zipfel vom Département Yonne aufgegeben wurde. Ein Teil der Trasse dient heute der Autoroute A 6, die genau dort verläuft.
Schon in den 1940er Jahren wurde der Streckenteil Guillon–Époisses aufgegeben, der am 13. Februar 1964 entwidmet wurde.

## Betrieb
Der verbliebene Streckenabschnitt ist für den Transport landwirtschaftlicher Güter (vor allem Getreide) wichtig und wird von der Gesellschaft Europorte durchgeführt. Angesteuert werden die Siloanlagen in Époisses, der Gemeinde, die vor allem durch ihren dort produzierten Käse überregional bekannt ist. Bis zu einer Entgleisung im September 2013 führte ein privater Verein unter dem Namen La Caravelle de l’Auxois zwischen Époisses und Les Laumes-Alésia touristische Fahrten mit einem ausgemusterten und neu lackiertem SNCF X 4750 durch. Ob und wann die Fahrten wieder aufgenommen werden können, ist nicht sicher.

## Sekundärbahn
In Semur-en-Auxois bestand in den Jahren 1897 bis 1932 mit der Tacot de Saulieu Anschluss an eine Meterspur-Sekundärbahn, die von der Bahngesellschaft Compagnie des chemins de fer du Sud de la France - Côte d’Or (SFCO) betrieben wurde. Die Gesellschaft ging zunächst 1910 an die Régie des Tramways départementaux de Côte d’Or und 1922 an die Chemins de fer départementaux de Côte d’Or (CDCO) über. Da die 1891 eingeweihte Endstation Quinconces zwar gut von der Innenstadt, aber – weil genau auf der anderen Stadtseite – nicht für die PLM-Züge erreichbar war, konnte die SFCO eine etwa zwei Kilometer lange Abzweigstrecke bauen und nach langwierigen Verhandlungen, anstatt des Baus eines eigenen Viadukts, mithilfe eines Dreischienengleises die Mitnutzung der PLM-Trasse bewirken. Bedingung war aber die Einrichtung eines Sicherungsposten beim Übergang zum Brückenbauwerk am westlichen Brückenkopf.